# TV-året 1989

## Händelser

### Februari
- 5 februari – TV 3 börjar sända över Astrasatelliten.
- 15 februari – Kabelnämnden i Sverige beslutar att TV 3 inte omfattas av svensk reklamlagstiftning när de sänder över Astra-satelliten, endast när de sänder över Intelsat-satelliten. Nämnden påpekar för Sveriges regering att den tekniska utvecklingen har gjort lagstiftningen föråldrad.

### Mars
- 11 mars – Tommy Nilsson vinner Melodifestivalen med En dag i den nybyggda Globen.
- 8 mars – Finansmannen Matts Carlgren tillkännager att TV-kanalen Nordic Channel ska börja sända.

### April
- 2 april – Den nordiska Tele-X-satelliten skickas upp kl. 04:28
- 15 april-1 maj – Världsmästerskapet i ishockey, som detta år spelas i Sverige, direktsänds i TV 3 medan SVT sänder med en kvarts fördröjning. [1]

### Maj
- 6 maj – Eurovision Song Contest vinns av gruppen Riva från Jugoslavien med låten Rock Me.
- 25 maj – Radionämnden förbjuder SVT att sända reklaminslag för den egna tidningen Röster i Radio TV.

### Augusti
- 27 augusti – Premiär för filmkanalen TV 1000. Första film ut är brittiska "Uttern Tarka" från 1978. [2]

### December
- 1 december – Nordens första dagliga TV-morgonprogram "Huomenta Suomi" ("Godmorgon Finland") startar på MTV3
- 17 december – Den animerade TV-serien Simpsons har premiär i USA med avsnittet "Simpsons Roasting on an Open Fire" [3].

## TV-program

### Disney Channel
- 4 mars – Seriestart, Piff och Puff – Räddningspatrullen

### Sveriges Television
- 1 januari – Farsen Är du inte riktigt fisk? på Chinateatern med Janne Carlsson, Kjell Bergqvist, Johannes Brost, Mona Seilitz
- 4 januari – Fortsättning på kanadensiska Anne på Grönkulla (Anne of Green Gables: The Sequel)
- 5 januari – Brittiska TV-filmen Presstopp (Scoop)
- 6 januari – Operan Askungen från Drottningholm med Sylvia Lindenstrand och Loa Falkman
- 6 januari – Ny omgång av ungdomsprogrammet Druvan
- 6 januari – Farsen AB Dun och Bolster med Nils Poppe
- 7 januari – Brittiska dramaserien Charmören (The Charmer)
- 8 januari – Barnfilmen Törnrosa med Tintin Anderzon, Ulf Eklund med flera.
- 10 januari – Serien Nils Olof Andersson med Gert Fylking, Tomas Norström med flera.
- 10 januari – Ny omgång av Gig med Carin Hjulström-Livh
- 13 januari – Ny omgång av brittiska Tak över huvudet (Home to Roost)
- 13 januari – Underhållningsserien Oldsberg – för närvarande med Ingvar Oldsberg och gäster
- 14 januari – Dramaserien Flickan vid stenbänken av Maria Gripe med Anna Edlund, Anna Björk, Lena T. Hansson med flera.
- 15 januari – TV-pjäsen Den inbillade sjuke av Molière med Sven Lindberg, Jan Blomberg, Mona Malm, Claes Månsson med flera.
- 16 januari – Repris från 1977 av serien Ett resande teatersällskap med Georg Rydeberg, Rolf Skoglund, Carl Billquist, Karin Kavli med flera.
- 17 januari – Musikvideor i Toppstationen med Claes af Geijerstam
- 20 januari – Ny omgång av Kvitt eller dubbelt med Jan-Öjvind Swahn och Ingvar Holm
- 22 januari – Ny omgång av Kulturen med Ulrika Knutson
- 22 januari – Tredje omgången av Bläckfisken (Piovra 3)
- 24 januari – Brittiska thrillerserien En nästan anständig kupp (A Very British Coup)
- 29 januari – Kortfilmen Prima ballerina med Emelie Rosenqvist, Lena Strömdahl, Gustaf Skarsgård
- 30 januari – Brittiska miniserien Kodnamn Rebecca (The Key to Rebecca)
- 1 februari – Serien Sparvöga med Eva Nilsson, Thomas Nystedt, Sten-Åke Cederhök, Per Oscarsson med flera.
- 4 februari – Underhållningsprogrammet Zick Zack sändes för sista gången.
- 5 februari – TV-pjäsen Gengångare med Agneta Ekmanner, Sten Ljunggren, Gerhard Hoberstorfer med flera.
- 5 februari – Ny omgång av Filmkrönikan med Nils-Petter Sundgren
- 7 februari – Solsta Café med Bengt Alsterlind
- 11 februari – Underhållningsserien Stina med Sven med Stina Dabrowski och Sven Melander
- 15 februari – Danska miniserien Alla älskar Debbie (Alle elsker Debbie)
- 18 februari – Brittiska komediserien Doktorn som visste för lite (A Very Peculiar Practice)
- 18 februari – Amerikanska TV-filmen Den andra mrs. Grenville (The Two Mrs. Grenvilles)
- 21 februari – Videotips från veboa med Bengt Alsterlind
- 21 februari – Café Sundsvall med Gunnar Arvidsson
- 25 februari – Brittiska serien Det stora spelet (First Among Equals)
- 3 mars – Ny omgång av Skål (Cheers)
- 7 mars – Amerikanska miniserien Överlagt mord (Deliberate Stranger)
- 8 mars – Sjätte omgången av amerikanska Fame
- 10 mars – Premiär för TV-serien Alla vi barn i Bullerbyn. Serien är en upstyckad version av långfilmerna Alla vi barn i Bullerbyn (1986) och Mer om oss barn i Bullerbyn (1987).
- 10 mars – TV-filmen Hassel – Slavhandlarna med Lars-Erik Berenett, Björn Gedda med flera.
- 10 mars – Underhållningsserien Kurt Olssons sommartelevision med Lasse Brandeby
- 12 mars – Brittiska serien Farväl för evigt (The Ruth Rendell Mysteries: Shake Hands Forever)
- 13 mars – Premiär för dramaserien Tre kärlekar med Ingvar Hirdwall, Lena T. Hansson, Mona Malm, Samuel Fröler, Jessica Zandén med flera.
- 17 mars – TV-filmen Hassel – Säkra papper med Lars-Erik Berenett med flera.
- 18 mars – Underhållningsserien Ljungqvist & Maniette med Stefan Ljungqvist och Bo Maniette
- 19 mars – Parneviks Oscarsparty från Oscarsteatern med Bosse Parnevik, Ann-Louise Hanson, Ulf Larsson med flera.
- 21 mars – Café Luleå med Lasse Eriksson och Lisa Hansson
- 23 mars – Musikalen Zarah om Zarah Leander med Evabritt Strandberg, Dan Ekborg, Charlott Strandberg med flera.
- 24 mars – TV-filmen Hassel – Terrorns finger med Lars-Erik Berenett, Leif Ahrle, Ewa Carlsson med flera.
- 31 mars – TV-filmen Hassel – Offren med Lars-Erik Berenett, Anders Ahlbom, Birgitte Söndergaard med flera.
- 31 mars – Ny omgång av Gäst hos Hagge med Hagge Geigert
- 2 april – TV-filmen Den döende dandyn med Reine Brynolfsson, Pernilla August, Bergljót Árnadóttir med flera.
- 2 april – Amerikanska komediserien Dotter på vift (A Different World)
- 8 april – 60:e och sista avsnittet av Varuhuset
- 11 april – Ny omgång av Café Umeå med Kjell Ulfheim
- 15 april – Ny omgång av Vi i femman med Lennart Edberg
- 22 april – Ny omgång av Lagens änglar (L.A. Law)
- 25 april – Ny omgång av I trädgårdslandet med Bertil Svensson
- 2 maj – Brasilianska dramaserien Slavägarens dotter (Sinhá Moça)
- 2 maj – Repris från 1988 av amerikanska En härlig tid (The Wonder Years)
- 4 maj – Brittiska thrillerserien Investering till döds (A Killing on the Exchange)
- 5 maj – Amerikanska pratshowen Hemma hos Dolly (Dolly) med Dolly Parton och gäster
- 5 maj – Franska komediserien Den vackra engelskan (La belle anglaise)
- 6 maj – Ny omgång av amerikanska komediserien Alf (Alf)
- 6 maj – Ny omgång av Nygammalt med Bosse Larsson
- 6 maj – Brittiska miniserien Chaplins barndom (Young Charlie Chaplin)
- 8 maj – Amerikanska polisserien San Francisco (Streets of San Francisco) från 1972
- 9 maj – Brittiska dramaserien Krigets skördar (Fortunes of War)
- 13 maj – Amerikanska TV-filmen Tracys hämnd (If Tomorrow Comes)
- 15 maj – Repris från 1987 av Den sjungande detektiven (The Singing Detective)
- 22 maj – Amerikanska komediserien Härlige Harry (Empty Nest)
- 31 maj – Danska serien Två som älskar varandra (To som elsker hinanden)
- 3 juni – Amerikanska kriminalserien Rätt i natten (Night Court)
- 3 juni – Ny omgång av Carl-Anton i Vita Bergen med Carl-Anton Axelsson och gäster
- 9 juni – Premiär för amerikanska komediserien Roseanne (Roseanne)
- 10 juni – TCO-galan från Cirkus i Stockholm med Tomas Bolme, Anna-Lotta Larsson, Lisa Nilsson, Cyndee Peters, Tommy Körberg med flera.
- 12 juni – Västtyska serien Familjen Bertini (Die Bertinis)
- 13 juni – Norska serien Av månsken växer ingenting (Av måneskinn gror det ingenting)
- 14 juni – Repris från 1983 av hästserien Den tredje lyckan
- 15 juni – Repris från 1980 av norska Professor Drövels hemlighet
- 15 juni – Repris från 1975 av Jorden runt på 80 dagar med Jarl Kulle, Janne Carlsson, Jan Nygren, Nils Eklund med flera.
- 17 juni – Ny omgång av Minnesmästarna med Åke Strömmer
- 17 juni – Repris från 1978 av Party hos Parnevik med Bosse Parnevik och gäster
- 18 juni – Ny omgång av brittiska deckarserien Bergerac
- 19 juni – Historiska frågesporten I mannaminne med Carl-Uno Sjöblom och Hatte Furuhagen
- 22 juni – Ny omgång av västtyska läkarserien Kliniken (Die Schwarzwaldklinik)
- 22 juni – Repris från 1978 av komediserien Pratmakarna med Carl-Gustaf Lindstedt, Rolf Bengtsson, Stig Grybe, Arve Opsahl och Mille Schmidt
- 27 juni – Repris från 1981 av Hulken (The Incredible Hulk)
- 27 juni – Underhållningsserien Sommarkväll med Marianne Söderberg och gäster
- 27 juni – Underhållningsserien Mot sommarnatten med Lasse Holmqvist och gäster
- 27 juni – Ny omgång av Maktkamp på Falcon Crest (Falcon Crest)
- 30 juni – Ny omgång av Sommarauktion med Bengt Jacobsson och Gunnar Bernstrup
- 9 juli – Direktsänd opera, Mozarts Trollflöjten, från Drottningholmsteatern
- 11 juli – Danska komediserien Far och son med Kurt Ravn och Thomas Mørk
- 12 juli – Franska serien Revolutionens nätter (Les nuits de révolutionnaires)
- 15 juli – Australiska dramaserien Tiden som främling (The Alien Years)
- 22 juli – Nostalgiserien Jag minns mitt 40-tal med Berndt Egerbladh
- 25 juli – Underhållningsserien Sommar-Exter med Carin Hjulström-Livh och gäster
- 25 juli – Ny omgång av Nattkafé med Siewert Öholm och gäster
- 26 juli – Intervjuserien Hagges utegrill med Hagge Geigert och gäster
- 26 juli – Underhållningsserien Fredags-Exter med Carin Hjulström-Livh och gäster
- 3 augusti – Brittiska deckarserien Spionskeppet (Spyship)
- 8 augusti – Danska Medea av Lars von Trier
- 21 augusti – Ny omgång av Femettan med Staffan Ling
- 24 augusti – Brittiska miniserien ...och ändå möttes de två (Shalom Salaam)
- 24 augusti – Ny omgång av Filmkrönikan med Nils-Petter Sundgren
- 25 augusti – Svensk-danska underhållningsserien Det var på Tivoli
- 26 augusti – Premiär för Antikrundan med Jesper Aspegren
- 28 augusti – Ny omgång av Mitt i naturen med nya programledarna Jan Danielsson och Lena Liljeborg
- 28 augusti – Ny omgång av Spanarna på Hill Street (Hill Street Blues)
- 30 augusti – Ny omgång av Toppstationen med Claes af Geijerstam
- 30 augusti – Ny omgång av dramaserien Svenska hjärtan med Solveig Ternström, Ulf Qvarsebo, Sten Ljunggren med flera.
- 30 augusti – Amerikanska deckarserien Rättvisans män (Jake and the Fatman)
- 31 augusti – Repris från 1969 av Monty Pythons flygande cirkus
- 31 augusti – Amelia Adamo och Rune Edström hjälper tittarna i Uppdraget
- 2 september – Ny omgång av amerikanska komediserien Alf (Alf)
- 2 september – Amerikanska deckarserien Brottsplats L.A. (Privat Eye)
- 3 september – Miniserien Vildanden av Bo Widerberg med Tomas von Brömssen, Pernilla August, Melinda Kinnaman, Stellan Skarsgård, Sten-Åke Cederhök med flera.
- 3 september – Ny omgång av aktualitetsprogrammet 8 dagar med Erik Arnér
- 3 september – Ny omgång av Familjen Cosby (The Cosby Show)
- 6 september – Ny omgång av Beslutsfattarna med Jan Guillou
- 7 september – Ny omgång av Listan med Annika Jankell
- 8 september – Ny omgång av Oldsberg – för närvarande med Ingvar Oldsberg
- 10 september – Ny omgång av Visst nappar det med Bengt Öste och Larz-Thure Ljungdahl
- 12 september – Ny omgång av Café Norrköping med Viveca Ringmar
- 12 september – Ny omgång av Plus med Sverker Olofsson
- 13 september – Ny omgång av aktualitetsprogrammet 20:00 med Barbro Hård
- 15 september – Amerikanska miniserien Rivalerna (Kane and Abel) med Sam Neill och Peter Strauss
- 16 september – Dramaserien Det var då med Birgitte Söndergaard, Jeanette Holmgren, Carina Lidbom, Lil Terselius, Tomas Pontén med flera.
- 17 september – Ny omgång av Kulturen med Ulrika Knutsson
- 17 september – Nyzeeländska serien Hanlon, försvarsadvokat (Hanlon: In Defence of Minnie Dean)
- 19 september – Magasinsprogrammet Trekvart med Maria Borelius, Annika Dopping, Hasse Aro och Lennart Modig
- 22 september – Ny omgång av Allsångskonsert med Kjell Lönnå med Kjell Lönnå
- 25 september – TV-pjäsen Förhöret av Jan Guillou med Stellan Skarsgård med flera.
- 26 september – Miniserien Husbonden – piraten på Sandön, regi Kjell Sundvall, med Sven Wollter, Anton Glanzelius, Helena Bergström, Katarina Ewerlöf med flera.
- 26 september – Kortfilmen Kyrkkaffe med Jalle Lindblad och Rolf Lassgård
- 6 oktober – Ny omgång av Svepet med John Chrispinsson
- 10 oktober – Caféprogrammet Karlstad café med Ulf Schenkmanis
- 11 oktober – Dramaserien Maskrosbarn med Sara Sommerfeld, Ewa Fröling, Ann-Sofie Kylin med flera.
- 16 oktober – Faktaserien På ren svenska med Fredrik Belfrage och Sture Allén
- 16 oktober – TV-pjäsen La strada del amore med Lotta Ramel, Pär Ericson, Sara Arnia och Wallis Grahn
- 17 oktober – Dramaserien Tiger Rag med Gösta Engström, Thomas Hanzon, Sten Ljunggren, Ewa-Maria Björkström med flera.
- 18 oktober – Ny omgång av Svar direkt med Siewert Öholm
- 19 oktober – Premiär för Lorry med Claes Månsson, Peter Dalle, Johan Ulveson, Lena Endre, Ulla Skoog och Stefan Sauk
- 20 oktober – Underhållningsserien Eddie Skoller med Eddie Skoller och gäster
- 21 oktober – Underhållningsserien Nöjeskompaniet med Johannes Brost och Per Eggers ("Säg hej till publiken")
- 22 oktober – Ny omgång av Bullen med Martin Timell och Cissi Elwin samt serien Klassliv
- 22 oktober – Ny omgång av Packat & klart
- 28 oktober – Barnserien Cozmoz med Ola Ström och Per Dunsö
- 30 oktober – TV-pjäsen Ömheten av Jonas Gardell med Gerhard Hoberstorfer, Yvonne Lombard, Ingela Olsson med flera.
- 1 november – TV-filmen Det är väl ingen konst! med Lill-Marit Bugge, Per Eggers med flera.
- 2 november – Ny omgång av Gäster med gester med Lennart R. Svensson, Lennie Norman, Eva Bysing, Inga Gill, Jarl Borssén med flera.
- 2 november – Nöjesprogrammet Ritz med Ellinor Persson
- 4 november – Underhållningsserien Caramba! med Jacob Dahlin och Annika Hagström
- 5 november – Brittiska kriminalserien Smak för döden (A Taste for Death) med Roy Marsden som Adam Dalgliesh vid Scotland Yard
- 7 november – Repris från 1981 av dramaserien Babels hus med Carl-Gustaf Lindstedt
- 8 november – Repris från 1976 av dramaserien Hem till byn med Carl-Ivar Nilsson, Ulf Dohlsten med flera.
- 9 november – TV-pjäsen De tråkiga spökena med Ing-Marie Carlsson, Peter Andersson[förtydliga] och Jussi Larnö
- 20 november – TV-pjäsen I lodjurets timma med Pontus Gustafson, Anita Björk, Lil Terselius med flera.
- 20 november – Brittiska thrillerserien Den sista flykten (Final Run)
- 21 november – Ny omgång av Videotips från veboa med Bengt Alsterlind
- 25 november – TV-pjäsen Mästaren och Margarita med Örjan Ramberg, Mathias Henrikson, Per Myrberg, Lena Olin, Mats Bergman, Claes Månsson med flera.
- 28 november – Caféprogrammet Café Umeå med Kjell Ulfheim
- 30 november – Brittiska miniserien Tom O'Briens dotter (Echoes)
- 1 december – Årets julkalender är Ture Sventon, privatdetektiv med Helge Skoog, Nils Moritz, Lena Nyman, Johan Ulveson med flera. [4]
- 1 december – Underhållningsserien Hasse och hans vänner med Hasse Andersson och gäster
- 2 december – Amerikanska deckarserien Philip Marlowe med Powers Boothe
- 6 december – Ny omgång av amerikanska komediserien Akuten (St. Elsewhere 2)
- 7 december – Komediserien En himla många program med Galenskaparna/After Shave
- 8 december – Amerikanska miniserien Bortom all misstanke (Murder Ordained)
- 8 december – Franska dramaserien Idolen (La chaîne)
- 9 december – Amerikanska miniserien Fullblod (Bluegrass)
- 11 december – Ny omgång av frågesporten Supersvararna med Lars-Gunnar Björklund
- 15 december – Brittiska komediserien Parlamentets svarta får (The New Statesman)
- 17 december – Faktaserien Strövtåg med Dag Stålsjö
- 18 december – Monologen Doktor Glas med Allan Edwall, inspelad 1986
- 19 december – TV-filmen Hunden som log med Alexander Skarsgård, Ewa Carlsson, Per Eggers, Yvonne Schaloske
- 20 december – Ny omgång av Kura skymning med Ulf Schenkmanis
- 22 december – Repris från 1970 av Söderkåkar
- 24 december – Repris från 1986 av Sista föreställningen med Tomas von Brömssen och Sten-Åke Cederhök
- 27 december – Ny omgång av Café Småland med Gunilla Marcus-Luboff
- 28 december – TV-filmen Vägen hem av Colin Nutley med Kate Buffery, Melinda Kinnaman, Krister Henriksson med flera.
- 28 december – TV-pjäsen Marknadsafton med Solveig Ternström, Börje Ahlstedt, Sten Johan Hedman med flera.
- 30 december – Australiska miniserien Det stora påskrånet (The Great Bookie Robbery)

### TV3
- 2 januari – Amerikanska serien Lassie från 1983
- 6 januari – Miniserien De fattiga och de rika (Rich Man, Poor Man)
- 13 januari – Premiär för Diskutabelt med Robert Aschberg
- 16 januari – Amerikanska komediserien Mr. Belvedere (Mr. Belvedere)
- 22 januari – Amerikanska dramaserien Livet runt trettio (Thirtysomething)
- 29 januari – Västtyska dramaserien Berlin Alexanderplatz
- 22 februari – Brittiska dramaserien En förlorad värld (Brideshead Revisited)
- 29 mars – Premiär för tecknade Bumbibjörnarna (The Gummi Bears)
- 9 april – Brittiska thrillerserien Chocky (Chocky)
- 10 april – Amerikanska miniserien Fritagningen (On Wings of Eagles)
- 26 april – Amerikanska deckarserien Rockford tar över (The Rockford Files) från 1974
- 8 maj – Amerikanska komediserien 9 till 5 (9 To 5)
- 30 maj – Amerikanska deckarserien Par i hjärter (Hart To Hart)
- 1 juni – Amerikanska komediserien Pantertanter (Golden Girls)
- 1 juni – Brittiska serien Bombletarna (Danger UXB) från 1979
- 12 juni – Amerikanska miniserien Frihetens väg (Freedom Road)
- 14 juni – Amerikanska TV-filmen Mordisk triangel (Guilty Conscience) med Anthony Hopkins med flera.
- 25 juni – Amerikanska serien Född fri – lejonet Elsa (Born Free) från 1974
- 14 augusti – Amerikanska miniserien Täcknamn Tortugas (The Rhinemann Exchange)
- 19 augusti – Brittiska miniserien Fjärde våningen (The Fourth Floor)
- 4 september – Amerikanska deckarserien Columbo
- 4 september – Australiska såpaserien Grannar (Neighbors)
- 8 september – Brittiska komediserien The Benny Hill Show med Benny Hill
- 8 september – Amerikanska dramaserien Rötter (Roots)
- 13 september – Mediamagasinet Stoppa pressarna med Gunnar Arvidsson och Lars Engqvist
- 15 september – Nöjesprogrammet Nightfly med Sven Hallberg och Jesse Wallin
- 16 september – Amerikanska deckarserien Mord och inga visor med Angela Lansbury
- 16 september – Amerikanska komediserien Lödder (Soap)
- 17 september – Amerikanska miniserien Identitet Kain (The Bourne Identity)
- 20 september – Amerikanska komediserien Våra värsta år (Married With Children)
- 22 september – Ny omgång av Diskutabelt med Robert Aschberg
- 23 september – Amerikanska actionserien A-Team (The A-Team)
- 15 oktober – Amerikanska miniserien En främlings händer (Hands of a Stranger)
- 25 oktober – Brittiska miniserien Änkorna (Widows)
- 19 november – Amerikanska komediserien Murphy Brown med Candice Bergen
- 3 december – Amerikanska miniserien En doft av flärd (Bare Essence)
- 11 december – Amerikanska miniserien Äktenskapets regler (The Rules of Marriage)
- 25 december – Amerikanska miniserien Napoleon och Joséphine (Napoleon and Josephine: A Love Story)

### Nordic Channel
Från sändningsstarten i april sänder Nordic Channel lite golf, några konserter, intervjuprogram med Bo Holmström, direktsänt nöjesprogram från Berns med Sten Johan Hedman, Ring så säljer vi med Ulf Larsson och Lasse Strömstedt samt massor av gamla svartvita svenska filmer.

### Sky Channel
- 16 januari – Ny omgång av God morgon, Scandinavia med Åke Wilhelmsson, Kari Storækre och gäster.

### Fotnoter
1. ↑  ”Sportbladet”. 6 maj 2003. http://www.aftonbladet.se/sportbladet/article137881.ab?service=print. Läst 30 mars 2011.
2. ↑  ”Modern Times Group”. Arkiverad från originalet den 14 december 2010. https://web.archive.org/web/20101214042620/http://www.mtg.se/sv/Spridning/Sverige/. Läst 30 mars 2011.
3. ↑  ”TV.com”. Arkiverad från originalet den 16 september 2010. https://web.archive.org/web/20100916035622/http://www.tv.com/the-simpsons/simpsons-roasting-on-an-open-fire/episode/1286/summary.html?tag=ep_guide;summary. Läst 2 februari 2011.
4. ↑  ”Jultradition”. Arkiverad från originalet den 25 april 2012. https://web.archive.org/web/20120425112719/http://www.jultradition.se/tv.htm. Läst 26 mars 2011.